# 대한민국 형사소송법 제120조
대한민국 형사소송법 제120조는 집행과 필요한 처분에 대한 형사소송법의 조문이다.

## 조문
제120조(집행과 필요한 처분) ① 압수·수색영장의 집행에 있어서는 건정을 열거나 개봉 기타 필요한 처분을 할 수 있다.
②전항의 처분은 압수물에 대하여도 할 수 있다.

第120條(執行과 必要한 處分) ① 押收·搜索令狀의 執行에 있어서는 鍵錠을 열거나 開封 其他 必要한 處分을 할 수 있다.
②前項의 處分은 押收物에 對하여도 할 수 있다.

## 참고 문헌
- 손동권 신이철, 새로운 형사소송법(초판, 2013), 세창, 2013. ISBN 9788984114081

## 같이 보기
- 압수